# Magic 8-Ball

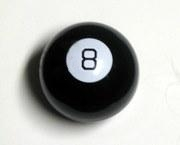
Een Magic 8-Ball

De Magic 8-Ball is een speeltje gebruikt voor waarzeggerij of als adviesgever, vervaardigd door Mattel.

## Geschiedenis
Een 8-ball werd in de jaren 1940 gebruikt als een waarzeggersapparaat in de Three Stooges kortfilm You Nazty Spy, waar het een "magische bal" werd genoemd. In de huidige vorm bestond de Magic 8-Ball nog niet tot 1950. Het functionele cilindrisch gedeelte werd uitgevonden door Albert C. Carter, geïnspireerd door een apparaat waarmee "de geesten schrijven" dat werd gebruikt door zijn moeder Mary, een helderziende uit Cincinnati. Max Levinson, een winkeleigenaar, werd benaderd door Carter voor de distributie van het apparaat. Daarop contacteerde Levinson zijn schoonbroer, Abe Bookman, afgestudeerd aan het Ohio Mechanics Institute. In 1944 diende Carter een octrooi in voor zijn apparaat en in 1946 droeg hij het over aan Bookman, Levinson, en een andere partner wat daarna Alabe Crafts, Inc. (Albert en Abe) werd. Alabe Crafts bracht het product uit als de The Syco-Seer. Carter, die volgens Bookman een alcoholist was, stierf ergens voordat het octrooi in 1948 werd verleend. Bookman maakte na Carters dood verbeteringen aan de Syco-Seer en in 1948 werd het ingekapseld in een iriserende kristallen bol. Hoewel het vernieuwde apparaat onsuccesvol bleek, trok het de aandacht van Brunswick Billiards uit Chicago. In 1950 gaven ze Alabe Crafts de opdracht een versie te maken in de vorm van een traditionele zwart-witte 8-bal.

## Ontwerp
De Magic 8-Ball is een holle plastic bol die lijkt op een extra grote zwart-witte biljartbal uit het poolbiljart met nummer 8. Binnenin bevindt zich een cilindrisch reservoir met een witte, plastic icosahedrale dobbelsteen drijvend in alcohol met opgeloste donkerblauwe kleurstof. Elk van de twintig vlakken van de dobbelsteen heeft een positieve, negatieve of vrijblijvende uitspraak in het Engels gedrukt in reliëf. Op de bodem van de Magic 8-Ball zit een transparant venster waardoor deze berichten te lezen zijn.
Om de bal te gebruiken, moet het venster aanvankelijk naar beneden gericht zijn. Na het aan de bal vragen van een ja–neevraag, kan de gebruiker de bal omdraaien waardoor de vloeistof en dobbelsteen in beweging worden gebracht. Wanneer de dobbelsteen naar boven drijft en een van de zijden tegen het venster wordt gedrukt, verdringen de reliëfletters de blauwe vloeistof zodat de boodschap in witte letters op een blauwe achtergrond wordt getoond. Hoewel veel gebruikers de bal schudden voordat de bal wordt omgedraaid om naar de boodschap te kijken, waarschuwen de instructies dat niet te doen omdat dat kan leiden tot bellen.

## Mogelijke antwoorden
De 20 antwoorden van de Magic 8-Ball met (niet-officiële) Nederlandse vertaling erachter zijn:
| It is certain      | Het is zeker            |                           | Reply hazy, try again           | Reactie is wazig, probeer opnieuw |
| It is decidedly so | Het is beslist zo       | Ask again later           | Vraag later opnieuw             |                                   |
| Without a doubt    | Zonder twijfel          | Better not tell you now   | Beter je nu niet te zeggen      |                                   |
| Yes – definitely   | Zeer zeker              | Cannot predict now        | Niet nu te voorspellen          |                                   |
| You may rely on it | Je kunt erop vertrouwen | Concentrate and ask again | Concentreer je en vraag opnieuw |                                   |
| As I see it, yes   | Volgens mij wel         | Don't count on it         | Reken er niet op                |                                   |
| Most likely        | Zeer waarschijnlijk     | My reply is no            | Mijn antwoord is nee            |                                   |
| Outlook good       | Goed vooruitzicht       | My sources say no         | Mijn bronnen zeggen nee         |                                   |
| Yes                | Ja                      | Outlook not so good       | Vooruitzicht is niet zo goed    |                                   |
| Signs point to yes | Tekenen wijzen op ja    | Very doubtful             | Zeer twijfelachtig              |                                   |
Tien van de mogelijke antwoorden zijn bevestigend (●), 5 zijn negatief (●) en 5 zijn vrijblijvend (●). Gebruik makend van het couponverzamelaarprobleem in de kansrekening, kan worden aangetoond dat het gemiddeld 72 resultaten nodig heeft om alle 20 antwoorden minstens één keer te laten verschijnen.

### Patenten
- U.S. Patent 2,452,730 — Liquid Filled Dice Agitator ca. 1944
- U.S. Patent 3,119,621 — Liquid filled die agitator containing a die having raised indicia on the facets thereof, 1962
- U.S. Patent 3,168,315 — Amusement Device ca. 1961